# Schlüsselbein

Menschlicher Schultergürtel mit Schlüsselbein und Schulterblatt

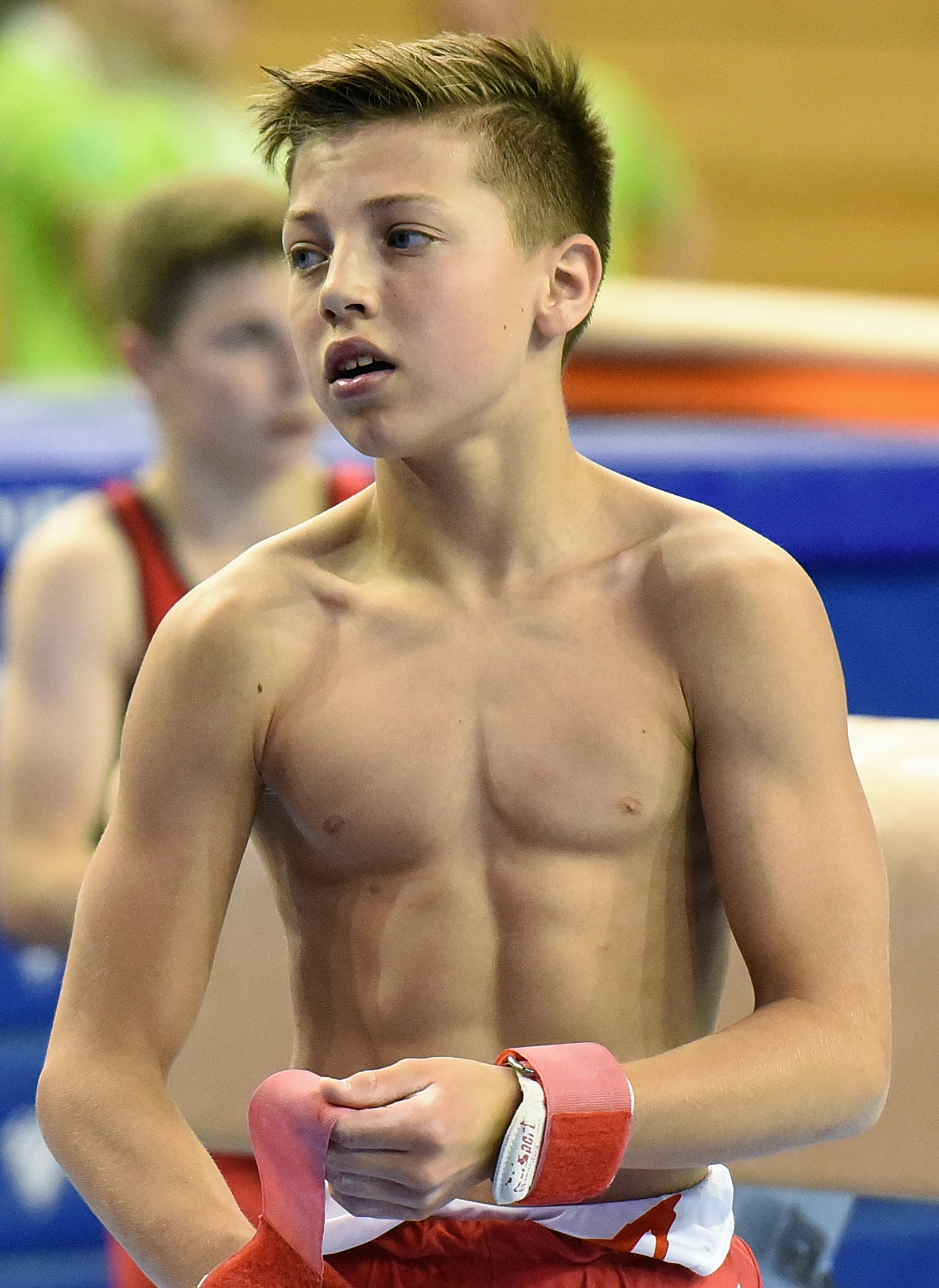
Deutlich sichtbares Schlüsselbein bei einem Jugendturner

Das Schlüsselbein (lateinisch die Clavicula, eingedeutscht auch Klavikula, altgr. κλείς, Genitiv κλειδός [kleidos]) ist einer der drei ursprünglichen Knochen des Schultergürtels bei Reptilien, Vögeln und Säugetieren. Bei Knochenfischen ist das Schlüsselbein als Hautverknöcherung bereits angedeutet, bei heutigen Amphibien fehlt es.

## Wortherkunft
Das Wort Schlüsselbein ist eine Entlehnung aus dem lateinischen Clavicula, dem „Schlüsselchen“ als Verkleinerungsform von lat. clavis. Dieses gibt nach dem Etymologischen Wörterbuch der deutschen Sprache, dem „Kluge“, das griechische kleís („Schlüssel“, „Schlüsselbein“) wieder. In der griechischen Antike waren Schlüssel oft hakenförmig, womit ein Riegel betätigt werden konnte. 
Einige Begriffe sind vom griechischen kleís abgeleitet, so der Name des Musculus sternocleidomastoideus, der Brustbein und Schlüsselbein mit der Schädelbasis verbindet, und die Kleidokraniale Dysplasie, eine Fehlbildung des Schlüsselbeins und des Schädels.
Andere Quellen interpretieren das lateinische Wort Clavicula als Ranke, woran die gewundene Form des Knochens auch eher erinnere als an einen Schlüssel. Dann würde die griechische Bezeichnung kleís von einer fehlerhaften Übertragung herrühren. Dies kommt in der Anatomie in ähnlicher Form auch beim Keilbein vor.
Die Ähnlichkeit eines Querlenkers mit diesem „wishbone“ führt im Englischen zu der Bezeichnung Double wishbone suspension für die Doppelquerlenkerachse. 

## Vergleichende Anatomie
Das beim Menschen etwa handlange Schlüsselbein ist bei einigen Säugetieren zurückgebildet (rudimentär). Gut entwickelt ist es beim Menschen, den anderen Primaten, allgemein bei Klettertieren, aber auch bei Nagetieren und Hasenartigen. Es ist in seiner Verbindung zum Brustbein (Sternoklavikulargelenk) und zum Schulterblatt die einzige gelenkige Verbindung der oberen Extremität mit dem Rumpf.
Allein durch die aufrechte Rumpfhaltung des Menschen kann eine oberhalb des Schlüsselbeins befindliche „Grube“ ein Volumen enthalten und wird deshalb Salzfässchen genannt. 
Bei Hauskatzen ist es auf einen in einen Muskel (Musculus cleidocephalicus) eingelagerten Knochen reduziert und steht nicht mehr mit dem Schulterblatt in gelenkiger Verbindung. Bei vielen anderen Säugetieren (z. B. Pferd, Paarhufer, Hund) ist es zu einem in diesen Muskel eingelagerten Sehnenstreifen zurückgebildet.

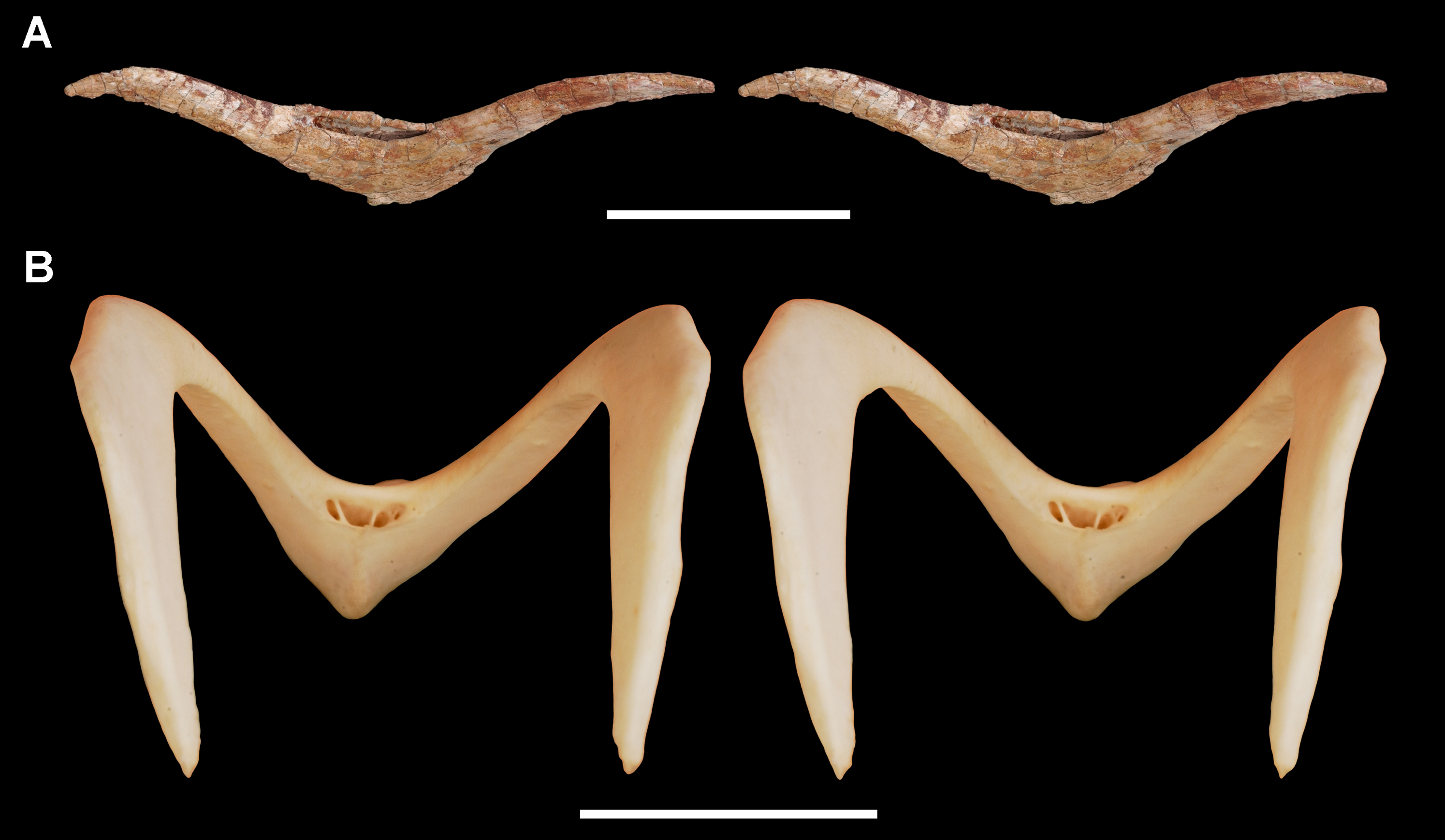
Vergleich des Gabelbeins des Dinosauriers Aerosteon mit dem einer australischen Spaltfußgans (Anseranas semipalmata)

Bei den Vögeln sind beide Schlüsselbeine zu einem V-förmigen Knochen, dem Gabelbein (Furcula), verwachsen, das als Spannfeder die beiden Schultergelenke beim Fliegen auseinanderhält. Stammesgeschichtlich tritt das Gabelbein erstmals bei theropoden Dinosauriern in Erscheinung. Im englischsprachigen Kulturraum wird dieser Knochen umgangssprachlich auch als „wishbone“ bezeichnet. Diese Bezeichnung kommt von der Tradition, am Thanksgiving-Fest die getrocknete Furcula des Truthahns zwischen die zwei kleinen Finger von zwei gegenübersitzenden Personen zu klemmen und daran zu ziehen. Derjenige, dessen Knochenstück nach dem Bruch das größere ist, hat einen Wunsch (wish) frei. 
Neben dem Schlüsselbein gehören das Rabenbein (Coracoid) und das Schulterblatt (Scapula) zum Schultergürtel. Bei den Säugetieren, einschließlich des Menschen, ist das Rabenbein kein eigenständiger Knochen, sondern ein Fortsatz des Schulterblatts, der als Rabenschnabelfortsatz (Processus coracoideus) bezeichnet wird.

## Anatomie des menschlichen Schlüsselbeins

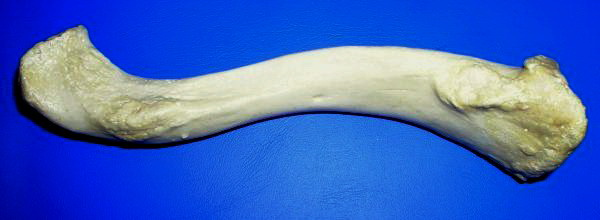
Schlüsselbein des Menschen, Ansicht von unten

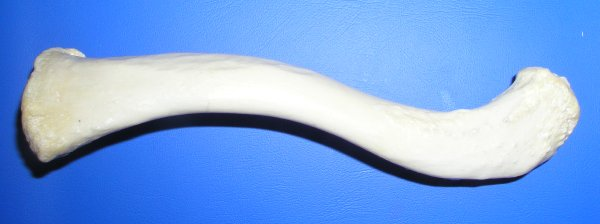
Schlüsselbein des Menschen, Ansicht von oben

Beim Menschen tritt das Schlüsselbein paarig auf. Ein einzelnes Schlüsselbein des Menschen ist etwa 12–15 cm lang und S-förmig. Es besitzt zwei Enden und ein Mittelstück (Corpus claviculae). Das zur Körpermitte gerichtete (mediale) Ende wird als Extremitas sternalis (zum Brustbein hinzeigend) bezeichnet und besitzt eine runde Gelenkfläche, Facies articularis sternalis, die Teil des Gelenks zwischen Brust- und Schlüsselbein, Articulatio sternoclavicularis genannt, ist. Das seitliche Ende – als Extremitas acromialis (zur Schulterhöhe hinzeigend) bezeichnet – bildet ein Gelenk mit der Schulterhöhe (Acromion), das Schultereckgelenk (Articulatio acromioclavicularis), die Teil des Schulterblattes ist. Die entsprechende Gelenkfläche, die sattelförmig abgeflacht ist, wird Facies articularis acromialis genannt.
An der Oberseite des Schlüsselbeins setzt der Deltamuskel (Musculus deltoideus) an. Durch dessen kräftigen Zug ist die Knochenoberfläche aufgeraut. Medial an der Unterseite gibt es eine Vertiefung, Impressio ligamenti costoclaviculare, die durch Zug eines Bandes, des Ligamentum costoclaviculare hervorgerufen wird.
An der Unterseite des Mittelstücks gibt es lateral eine Rinne, Sulcus musculi subclavii, durch die der Unterschlüsselbeinmuskel (Musculus subclavius) zieht. Ebenfalls an der Unterseite des Mittelstücks befindet sich ein konstant ausgebildetes Loch, Foramen nutricium, durch das ein Blutgefäß zur Versorgung des Knochens mit Sauerstoff und Nährstoffen hindurchtritt. An der Unterseite der Extremitas acromialis befindet sich eine Rauigkeit, Tuberositas ligamenti coracoclavicularis, die weiter unterteilt werden kann in ein Tuberculum conoideum und eine Linea trapezoidea. An diesen Strukturen inseriert das Ligamentum coracoclaviculare, das aus zwei Anteilen besteht, dem Ligamentum conoideum und dem Ligamentum trapezoideum. Die beiden Schlüsselbeine sind durch das Ligamentum interclaviculare miteinander verbunden.

## Erkrankungen

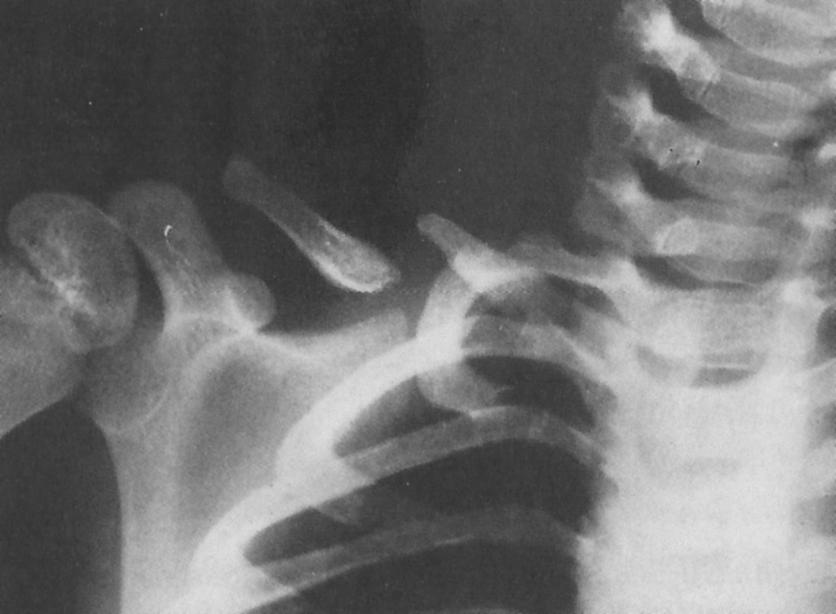
Kongenitale Klavikulapseudarthrose bei 3-jährigem Mädchen

Beim Menschen kann es bei Stürzen auf die Schulter, direkt auf das Schlüsselbein oder selten auch auf den ausgestreckten Arm zu Brüchen des Schlüsselbeins (Klavikulafraktur) kommen. Mit etwa 15 % aller Knochenbrüche bricht die Clavicula am zweithäufigsten. Symptome sind unter anderem eine sicht- und tastbare Stufenbildung, eine scheinbare Verlängerung des Armes und Veränderungen der Kopfhaltung.
Im Rahmen angeborener Erkrankungen gibt es Hypoplasie (Unterentwicklung) oder Fehlen (Aplasie) der Schlüsselbeine, z. B. bei der Kleidokranialen Dysplasie, den Foramina parietalia mit kleidokranialer Dysostose oder der Mandibuloakralen Dysplasie.

## Klavikulektomie
Die Entfernung des Schlüsselbeins kann teilweise (partiell) oder komplett (total) erfolgen. Die teilweise Klavikulektomie wird gelegentlich an den Enden im Bereich des Schultereckgelenks oder des Sternoklavikulargelenks durchgeführt, vorwiegend bei chronischen Instabilitäten oder Arthrose. Meistens wird nur der kleine gelenknahe Abschnitt entfernt, während das Schlüsselbein ansonsten erhalten bleibt.
Bei der kompletten Klavikulektomie wird der gesamte Knochen entfernt, weshalb es zu einer Instabilität und einem mäßigen Funktionsverlust der Schulter und des betroffenen Arms kommt. Ursache sind in erster Linie bösartige Knochentumore, meist Osteosarkome, Ewing-Sarkome und Primitive neuroektodermale Tumoren sowie Myelome, allerdings ist das Schlüsselbein sehr selten betroffen. Metastasen kommen praktisch nicht vor. Andere sehr seltene Ursachen für eine komplette Entfernung sind chronische Knocheninfektionen und komplexe Knochenbrüche. Die Entfernung ist schwierig und Komplikationen sind häufig, neben lokalen Infektionen vor allem Verletzungen tieferer Strukturen, besonders der Vena subclavia. Eine Rekonstruktion des Schlüsselbeins wird selten vorgenommen, da dies aufwändig und mit noch höheren Komplikationsraten verbunden ist und die Entfernung des Schlüsselbeins nur eine mäßige Einschränkung im täglichen Leben mit sich bringt.
Darüber hinaus kann das Schlüsselbein auch als Knochenersatz entnommen werden und zur Rekonstruktion des Oberarmknochens verwendet werden, als clavicula pro humero. Dabei wird nach Resektion eines malignen Knochentumors, der eine Prädilektion für den schulternahen (proximalen) Oberarmknochen hat, das gleichseitige Schlüsselbein entnommen und in die Schulterpfanne geschwenkt sowie nach Kürzung auf die richtige Länge mit einer Platten-Osteosynthese mit dem ellenbogennahen (distalen) verbliebenen Anteil des Oberarmknochens verbunden.